# كاشر أخبار
كاشر أخبار هي صحيفة إلكترونية في ولاية جامو وكشمير الهندية تنقل الأخبار والمقالات الأدبية باللغة الكشميرية. تعتبر أول صحيفة على الإنترنت في كشمير. لا توجد صحيفة يومية تُنشر في وسائل الإعلام المطبوعة بهذه اللغة، ولكن هناك صحف أسبوعية تنشر حاليًا في وسائل الإعلام المطبوعة.
توفر فرصة للكشميريين في جميع أنحاء العالم للتعرف على أحداث جامو وكشمير بلغتهم الخاصة. يساعد في تنمية معرفة القراءة والكتابة للغة الكشميرية بين زوارها.

## وصلات خارجية
- كاشر أخبار نسخة محفوظة 27 سبتمبر 2007 على موقع واي باك مشين.